# Landing High Japan
Landing High Japan (ランディングハイジャパン?, Randingu Hai Japan) è un videogioco arcade sviluppato e pubblicato dalla Taito nel 1999. Si tratta del quarto e ultimo capitolo della tetralogia di simulatori di aerei della compagnia, cominciata nel 1987 con Midnight Landing. Al gioco collaborò la compagnia aerea All Nippon Airways.

## Modalità di gioco
In Landing High Japan vengono pilotati aerei di linea simulando l'esperienza di voli commerciali realistici. Il giocatore deve padroneggiare tutti i passaggi intricati e mantenere un volo regolare per i passeggeri, e deve seguire i marcatori rossi e verdi che indicano la traiettoria di volo corretta durante ogni fase di atterraggio e decollo. In parole povere dovrà seguire ogni passaggio, inclusa la comunicazione con il copilota e la torre premendo il pulsante Speak.
Il titolo consta di due modalità, "Training Flight", dove il giocatore può effettuare tre atterraggi con spiegazioni del sistema di pilotaggio, ed "Airline Flight", dove invece può selezionare uno qualsiasi dei sei aeroporti in Giappone. Si ha una selezione di cinque aerei di linea realistici, tra cui il Boeing 747-481D, Boeing 767-281, Boeing 767-381, Boeing 777-281 e Boeing 777-381. Il giocatore può scegliere due diversi sistemi di pilotaggio, tra cui Automatico, dove usa il giogo di volo e i pedali del timone, e Manuale, dove gli vengono forniti controlli aggiuntivi, usando la manetta di spinta, i pulsanti di impostazione dei flap e il pulsante di modifica dello schermo di visualizzazione della cabina di pilotaggio. C'è un piccolo monitor LCD sopra il giogo che ha quattro display di configurazione, tra cui indicatori dell'orizzonte, funzionamento del motore, velocità dell'aria e altitudine.
I sei aeroporti includono Osaka, Hiroshima, Naha, Sapporo, Tokyo e Fukuoka. Durante il gioco, il giocatore decolla una volta e poi atterra principalmente in ogni aeroporto di destinazione selezionato. Si possono incontrare condizioni meteorologiche avverse, tra cui nuvole, pioggia, temporali e neve. Nel gioco è presente anche l'ora del giorno. Durante ogni atterraggio in "Airline Mode", vengono mostrati la velocità e la direzione del vento e la traiettoria di volo e i modelli del vento diventano più difficili con ogni atterraggio successivo man mano che il giocatore progredisce.
Un atterraggio può terminare con diversi risultati, tra cui "Clear", "Bad Landing", "Course Out", "Go-around", "Over Run" e "Crash". Dopo ogni atterraggio, vengono assegnati o dedotti punti in base alle valutazioni del pilotaggio, del percorso e dei passeggeri. È necessario raggiungere un numero adeguato di punti per ottenere un risultato "Clear" e avanzare all'aeroporto successivo. Il punteggio finale viene calcolato sommando i totali di ogni atterraggio e dividendo per il numero di tentativi. Un volo irregolare, come "High Speed Bank", "Inclination Too Great", "Stall" e "Verification Ignored" può costare punti. Anche il livello di stress dei passeggeri è evidenziato a seconda di come viene pilotato l'aereo. Un volo regolare rimane verde, passando a viola e rosso per un volo insolito. Quando l'indicatore del livello di stress è pieno, indica che si sono arrabbiati, costando punti al giocatore.